# Линник, Анатолий Васильевич (судья)
Анато́лий Васи́льевич Ли́нник (род. 30 апреля 1950 года, Белоцерковка) — советский и казахстанский юрист. Судья Верховного Суда Казахской ССР/Республики Казахстан (1986—2013).

## Биография
Родился 30 апреля 1950 года в селе Белоцерковка Куйбышевского района Запорожской области Украинской ССР.
Трудовую деятельность начал в 1967 году учётчиком колхоза имени Жданова села Белоцерковка. В 1968—1970 годах был станционным монтёром Пологовского эксплуатационного технического узла связи, затем работал горнорабочим подземного транспорта шахты № 10 треста «Первомайскуголь». В 1971—1973 годах — преподаватель кружков Тельмановского районного дома пионеров, затем ответственный секретарь Мичуринской районной организации «Знание».
В 1974—1978 годах — инструктор орготдела райисполкома.
В 1978 году окончил Карагандинский государственный университет, после чего начал работу юристом. Был юрисконсультом ПМК треста «Средазэнергострой» (1978), судьёй Советского райсуда Караганды (1979—1981), судьёй Карагандинского областного суда (1981—1985), заместителем начальника отдела юстиции Карагандинского облисполкома (1985—1986).
В 1986 году избран судьёй Верховного Суда Казахской ССР, с 1991 года — судья Верховного Суда Республики Казахстан. В 1998 году присвоен высший квалификационный класс судьи. Ушёл в отставку в 2013 году.
С 2017 года — консультант Арбитражного центра Атамекен.

## Награды
- медаль «10 лет Конституции Республики Казахстан» (2005)
- медаль «10 лет Астане» (2008)

## Семья
Жена — Линник Татьяна Васильевна (род. 1956). Двое детей: дочь Шинкаренко Юлия (род. 1977), сын Линник Евгений (род. 1987).